# 唐平李靈曜汴州之戰
唐平李靈曜汴州之戰發生於大历十一年（776年），是唐朝與汴宋留後李靈曜的一場大戰，最後李靈曜戰敗被殺。
大历十一年（776年）五月，汴宋留後田神玉去世，李灵曜杀兵馬使、濮州（今山东鄄城东北）刺史孟鑑，又向北勾结田承嗣。唐廷只得任命李灵曜为濮州刺史，李不接受，六月，朝廷改授其为汴宋留後。灵曜擔任留後，日漸驕慢，“悉以其党為管內八州刺史、縣令”，想效法河北三鎮。田承嗣表示支持李灵曜，不久出兵滑州，击败永平节度使李勉。朝廷命淮西李忠臣、永平李勉、河阳三城使马燧、淮南陈少游、淄青李正己讨之。
李忠臣與马燧驻军郑州，李灵曜率军迎战，李忠臣、马燧两军退守荥泽，淮西兵逃潰了十之五六。李忠臣兵败，欲逃回淮西，马燧劝阻他。這時田承嗣出兵三萬人援救李灵曜，被李忠臣与马燧所败。十月十八日，李忠臣与马燧合军，進軍汴州（今河南省开封市一带）南，攻破李靈曜部。李靈曜兵败，趁夜逃到韦城（今河南长垣北），被李勉骑将杜如江擒获，李勉械送李靈曜至長安斩首。馬燧知李忠臣暴戾，將戰功全讓給李忠臣，不入汴城，引軍西屯板橋。李忠臣入城後，果專其功，宋州刺史李僧惠與之爭功，被忠臣所擊殺，宋州牙门将劉昌因此逃亡。朝廷以李忠臣镇守汴州。